# 佩奇赫沃斯蒂 (利維夫州)
50°0′35″N 24°18′31″E / 50.00972°N 24.30861°E
佩奇赫沃斯蒂（羅馬化：Pechykhvosty）是烏克蘭西部的村莊，隸屬利維夫州的利維夫區。該村始建於1550年，面積1.57平方公里，海拔高度228米，2022年人口683。